# Enchant (Alberta)
Enchant est un hameau situé dans la province d'Alberta, dans le centre-sud.